# Astelia linearis
Astelia linearis är en enhjärtbladig växtart som beskrevs av Joseph Dalton Hooker. Astelia linearis ingår i släktet Astelia och familjen Asteliaceae.

## Underarter
Arten delas in i följande underarter:
- A. l. linearis
- A. l. novae-zelandiae